# Wróbel mongolski
Wróbel mongolski (Passer ammodendri) – gatunek małego ptaka z rodziny wróbli (Passeridae), zamieszkujący plamowo środkową część Azji. Nie jest zagrożony.

## Systematyka i występowanie
Obecnie wyróżnia się trzy podgatunki P. ammodendri:
- P. ammodendri ammodendri – południowy Kazachstan, północny Uzbekistan, Turkmenistan.
- P. ammodendri nigricans – wschodni Kazachstan do południowo-zachodniej Mongolii i zachodnich Chin.
- P. ammodendri stoliczkae – zachodnio-środkowe Chiny i południowa Mongolia.

Proponowany podgatunek korejewi zsynonimizowany z podgatunkiem nominatywnym, a timidus (opisany z pustyni Gobi) – ze stoliczkae.

## Status
IUCN uznaje wróbla mongolskiego za gatunek najmniejszej troski (LC, Least Concern) nieprzerwanie od 1988 roku. Liczebność światowej populacji nie została oszacowana, ptak ten opisywany jest jako pospolity, lokalnie pospolity lub bardzo liczny. Trend liczebności populacji uznawany jest za stabilny.